# Copicut Woods
Copicut Woods ist ein 516 Acres (2,1 km²) großes Naturschutzgebiet bei der Stadt Fall River im Bundesstaat Massachusetts der Vereinigten Staaten und wird von der Organisation The Trustees of Reservations verwaltet.

## Schutzgebiet
Copicut Woods bildet den südlichsten Teil der insgesamt 13.600 Acres (55 km²) umfassenden Southeastern Massachusetts Bioreserve und bietet den Besuchern Zugang zu einem vollständigen regionalen Ökosystem mit einer großen Vielfalt an Tieren und Pflanzen.
Ein Wanderwegenetz von mehr als 5 mi (8 km) Länge führt durch das Gebiet, davon mehr als 1 km über den 150 Jahre alten, mit Steinmauern und Bäumen gesäumten Kutschweg Miller Lane. Ebenso führen der Meadowhawk Trail und der Soggy Bottom Trail durch das Schutzgebiet. Das flache Gelände bietet im Winter ideale Bedingungen zum Skilanglauf.